# Rákóczi-tölgy (Bánluzsány)
A Rákóczi-tölgy (szlovákul: Rákocziho Dub) védett fa Szlovákiában a Sztrázsó-hegység peremén, Bánluzsány település közelében.
A fa pontos kora ismeretlen, de a helyiek szerint mikor II. Rákóczi Ferenc a Habsburgok ellen vonult, ez alatt verte fel sátrát. Napjainkban fontos természeti tájékozódási pont, piknikezőhely a zöld turistajelzés ösvénye mentén.